# C'est quelqu'un, Fantômette !
C'est quelqu'un, Fantômette ! est le 33e roman de la série humoristique Fantômette créée par Georges Chaulet.
Le roman, publié en mars 1977 dans la Bibliothèque rose des éditions Hachette, comporte 149 pages. Il évoque l'enlèvement de Fantômette par un homme politique et l’espionnage politique en Bretagne.

## Notoriété
De 1961 à 2000, les ventes cumulées des titres de Fantômette s'élèvent à 17 millions d'exemplaires, traductions comprises.
Le roman C'est quelqu'un, Fantômette ! a donc pu être vendu à environ 200000 exemplaires.
Comme les autres romans, il a été traduit en italien, espagnol, portugais, en flamand, en danois, en finnois, en turc, en chinois et en japonais.

## Personnages principaux
- Françoise Dupont / Fantômette : héroïne du roman
- Ficelle : amie de Françoise et de Boulotte
- Boulotte : amie de Françoise et de Ficelle
- Œil-de-Lynx : journaliste, ami de Fantômette
- Arthur Arthur : président du parti régionaliste breton F.I.LO.U. (« Front Indépendant Libre des Organisations Unies »)
- Laigreur : président du M.O.C.H.E. (« Mouvement Organisé des Citoyens Hautement Energétiques »)
- Lancelot : chien d'Arthur Arthur

## Résumé
Remarque : le résumé est basé sur l'édition cartonnée non abrégée parue en 1977 en langue française.
- Mise en place de l'intrigue (chapitres 1 à 4)

Un soir, le téléphone sonne chez Fantômette. Un homme politique breton lui demande de venir enquêter pour résoudre un problème : il pense qu'il est espionné par son principal adversaire politique. La jeune aventurière refuse. Elle est alors enlevée par un groupe dirigé par Arthur Arthur, l'homme qui l'avait appelée peu de temps auparavant et président du F.I.LO.U. (« Front Indépendant Libre des Organisations Unies »). L'homme se déclare descendant direct du roi Arthur.
Témoins de l'enlèvement de Fantômette et ayant relevé le numéro de la plaque minéralogique de la voiture, Ficelle et Boulotte avertissent immédiatement Œil-de-Lynx, le journaliste ami de Fantômette. 
- Aventures et enquête (chapitres 5 à 12)

Ficelle, Boulotte et Œil-de-Lynx, parviennent à retrouver l'identité d'Arthur Arthur et son domicile. Tous trois se rendent donc en Bretagne. Fantômette parvient à s'échapper de sa geôle mais est intéressée par l'enquête proposée par Arthur Arthur. L'homme, d'ailleurs, est persuadé d'être un descendant du roi Arthur et a entamé des recherches généalogiques pour en avoir la démonstration. Mais il demande avant tout à Fantômette de découvrir par quels moyens il est espionné par son principal adversaire politique, Laigreur, président du M.O.C.H.E. (« Mouvement Organisé des Citoyens Hautement Energétiques »). 
C'est alors que Ficelle est enlevée par les hommes de main de Laigreur qui l'ont confondue avec Fantômette. La jeune justicière va faire son possible pour localiser Ficelle et la libérer. Dupatouillard, l'historien engagé par Arthur Arthur pour faire des recherches généalogiques, se fait voler deux parchemins médiévaux importants. Fantômette intervient et parvient à récupérer les deux documents. L'un d'eux pourrait concerner Arthur Arthur, l'autre est énigmatique. 
- Dénouement et révélations finales (chapitres 13 et 14 ; épilogue)

L'aventurière libère Ficelle, explique à Arthur Arthur comment il était espionné par Laigreur et révèle l'identité de la personne qui l'espionnait. 
Par ailleurs, le second document médiéval découvert par l'historien semblerait indiquer que Fantômette est la descendante du roi Arthur et serait la Princesse d'Armorique ! (cf. le titre du roman).